# Helen Constance White
Pour les articles homonymes, voir White.
Helen Constance White (26 novembre 1896 - 7 juin 1967) est une universitaire américaine, professeure à l'université du Wisconsin à Madison. Elle est présidente de l'American Association of University Women  (AAUW) et connue comme écrivaine catholique de romans.

## Biographie
Helen Constance White naît en 1896 à New Haven, dans le Connecticut, dans une famille catholique. La famille s'installe à Roslindale en 1901. Elle fait ses études à partir de 1909 à la Boston Girls High School et obtient son diplôme de fin d'études secondaires en 1913.
Elle poursuit ses études au Radcliffe College en 1913 et obtient son diplôme d'anglais en 1916, avec le prix de thèse George B. Sohie. Elle obtient son master en 1917 à Radcliffe, puis travaille quelques années comme enseignante. En septembre 1917, elle devient assistante au Smith College, où elle enseigne l'anglais pendant deux ans. Elle reprend des études pour préparer un doctorat, à l'université du Wisconsin à Madison. Elle enseigne dans le département d'anglais et travaille à la bibliothèque universitaire pendant qu'elle prépare son doctorat, et elle soutient sa thèse en 1924. 
Elle est nommée professeure adjointe en 1925 puis elle est promue professeure titulaire en 1936. Elle enseigne la littérature anglaise du XVIIe siècle, la poésie métaphysique et fait un séminaire sur John Donne, George Herbert, Andrew Marvell, Richard Crashaw et Henry Vaughan . Elle enseigne également au Wisconsin Writers' Institute à partir de 1945.
Elle dirige le département d'anglais en 1955 puis en 1961. Elle bénéficie de bourses Guggenheim qui lui permettent de faire un premier séjour de recherche d'une année à Oxford et au British Museum en 1928-1929. Elle écrit durant cette année en Europe English Devotional Literature, 1600-1640 et commence son premier roman, A Watch in the Night. Elle bénéficie d'une seconde bourse dans les années 1930, et séjourne à Londres où elle finit l'édition de The Metaphysical Poets. En 1939-1940, elle est chercheuse invitée à la bibliothèque Huntington et prépare l'édition de Social Criticism in Popular Religious Literature of the Sixteenth Century. Elle est professeure invitée au Barnard College en 1943-1944, et à l'université Columbia pendant l'été 1948.
Helen White prend sa retraite en 1965. Elle meurt le 7 juin 1967. Un service commémoratif est organisé dans la chapelle de l'université St. Paul de Madison le 19 mai 1968.

## Distinctions et postérité
Helen White est présidente de l'American Association of University Women (AAUW) de 1941 à 1947. Elle est vice-présidente de la Fédération internationale des femmes universitaires,. Elle reçoit des doctorats honoris causa, notamment de l'université Miami, du Wilson College, du Smith College Elle est officier honoraire de l'ordre de l'Empire britannique en 1958 pour ses recherches sur la littérature anglaise des XVIe et XVIIe siècles. Elle est élue membre de l'Académie américaine des arts et des sciences en 1959.
L'université du Wisconsin donne son nom au bâtiment de la bibliothèque de premier cycle, connue sous le nom de bibliothèque du Collège,.